# Friedrich Sixtl
Friedrich Sixtl (* 14. August 1935 in Steyr; † 6. Januar 2000 in Linz) war ein österreichischer Statistiker und Psychologe.

## Leben und Wirken
Nach Matura am Realgymnasium Steyr (1955) und einem Studium der Psychologie an der Universität Wien promovierte Friedrich Sixtl 1962 mit der Arbeit „Neue Experimente zur psychischen Präsenzzeit“ (s. Sixtl 1962a).
Friedrich Sixtl arbeitete dann (1963–1969) am Institut für Mathematik und Statistik der Universität Hamburg, habilitierte sich dort 1966 als Privatdozent für Psychologie (s. Sixtl 1966) und lehrte dort bis 1969. 1970 erhielt er einen Ruf an die Universität Konstanz; er zog es jedoch nach kurzer Zeit dort vor, einem weiteren Ruf in seine Heimat zu folgen, womit er 1971 auf den Lehrstuhl für Angewandte Statistik an der Johannes Kepler Universität Linz berufen wurde. Hier lehrte und wirkte er 30 Jahre bis zu seiner Emeritierung 2000. Unmittelbar nach seiner Emeritierung erlag Friedrich Sixtl einem tödlichen Schlaganfall.
Schwerpunkt seiner Tätigkeit war die Entwicklung von Messmethoden vor allem in der Psychologie (siehe Sixtl 1967, Sixtl 1982), und davon ausgehend die Beschäftigung mit Fragen der Angewandten Statistik in den Sozialwissenschaften generell (siehe Sixtl 1993, Sixtl 1996b).
Neben seiner wissenschaftlichen Tätigkeit war Friedrich Sixtl auch im Rahmen seines Hobbys als Skibergsteiger aktiv und wirkte an verschiedenen Skitourenführern für den Raum Oberösterreich mit.

## Publikationen (Auswahl)

### Bücher
- (mit Wolfgang Korte): Stichprobenunabhängige Intelligenzmessung. Eine Analyse der Intelligenz-Struktur-Tests (IST) von Amthauer und des Leistungsprüfungssystems (LPS) von Horn nach dem Rasch-Modell, Forschungsbericht Universität Hamburg 1964[3].
- Theoretische Grundlagen und Methoden der Skalierung in Psychologie und Soziologie, Universität Hamburg 1966 (Habilitationsschrift)[4].
- Messmethoden der Psychologie. Theoretische Grundlagen und Probleme, Beltz Verlag, Weinheim etc. 1967 (Erste Auflage).
- Die Gültigkeit von Prädiktoren bei nicht identifizierbaren Merkmalsträgern [überarb. Fassung d. öffentl. Antrittsvorlesung, die am 6. April 1970 an d. Univ. Konstanz gehalten wurde], Druckerei und Verlagsanstalt der Universität Konstanz, Konstanz 1973, ISBN 3-87940-043-1 (Konstanzer Universitätsreden Nr. 34).
- Messmethoden der Psychologie. Theoretische Grundlagen und Probleme. 2. stark überarbeitete und erweiterte Auflage, Beltz Verlag, Weinheim, Basel u. a. 1982, ISBN 3-407-54611-4.
- Der Mythos des Mittelwertes. Neue Methodenlehre der Statistik, De Gruyter Verlag, Berlin, München etc. 1993, ISBN 3-486-21969-3.
- Einführung in die exakte Psychologie, De Gruyter Verlag, Berlin, München etc. 1996, ISBN 3-486-23663-6 (digital reprint 2019: ISBN 978-3-486-79014-6[5]).
- Der Mythos des Mittelwertes. Neue Methodenlehre der Statistik. 2. stark überarbeitete und erweiterte Auflage, De Gruyter Verlag, Berlin, München etc. 1996, ISBN 3-486-23320-3 (digital reprint 2018[6])

### Artikel und Buchbeiträge
- (mit Christian Lösch): Ein elektronisches Gerät zur Registrierung von Sprechreaktionen, in: Zeitschrift für Experimentelle und Angewandte Psychologie (Organ der Deutschen Gesellschaft für Psychologie, Gießen), ISSN 0044-2712, Jg. 7 (1960), S. 681–686.
- Neue Experimente zur psychischen Präsenzzeit, Universität Wien 1962 (Dissertation)[7].
- Ein Vergleich der Prozent-Quotient-Methode von Clostermann mit anderen Vier-Felder-Korrelationsmaßen[8], in: Zeitschrift für Experimentelle und Angewandte Psychologie (s. o.), ISSN 0044-2712, Jg. 9 (1962) Heft 3, S. 465–473.
- Ein kritisches Experiment zum Konzept der psychischen Präsenzzeit, in: Gustav Lienert (Hg.): Bericht über den 23. Kongreß der Deutschen Gesellschaft für Psychologie in Würzburg vom 24. bis 28. September 1962, Verlag für Psychologie / Hogrefe, Göttingen 1963, S. 179–181.
- Der Zeitfehler beim Schätzen der Reizzeit und als Funktion der Reizlänge, der Intervallzeit und der Versuchswiederholung, in: Zeitschrift für Experimentelle und Angewandte Psychologie (s. o.), ISSN 0044-2712, Jg. 10 (1963) Heft 2, S. 209–225.
- (mit Klaus Eyferth): Bemerkungen zu einem Verfahren der maximalen Annäherung zweier Faktorenstrukturen aneinander, in: Archiv für die Gesamte Psychologie (Organ d. Deutschen Gesellschaft für Psychologie, hg. von Ernst Meumann [u. a.], Frankfurt/Main: Akademische Verlags-Gesellschaft), ISSN 0724-7842, 117. Jg. (1965), S. 131–138.
- Skalierungstheorien, in: Gerhard H. Fischer u. a. (Hg.): Psychologische Testtheorie. Überarbeitete Vorträge des Symposions über psychologische Testtheorie anlässlich der 9. Tagung experimentell arbeitender Psychologen, Düsseldorf, 20.–23. März 1967, Verlag Hans Huber, Bern 1968, S. 265–280 (= Psychologisches Kolloquium, Band 5).
- (mit Wolfgang Korte): Der lerntheoretische Ansatz in der Sozialpsychologie, in: Carl Friedrich Graumann (Hg.): Handbuch der Psychologie, Band 7 (Sozialpsychologie), 1. Habband: Theorien und Methoden, Verlag für Psychologie / Hogrefe, Göttingen 1969, ISBN 3-8017-0013-5, S. 180–203.
- (mit Rudolf Cohen und Rey Eibe-Rudolf): Die Kombination von „Häufigkeit“ und „Intensität“ im diagnostischen Urteil, in: Psychologische Forschung. Zeitschrift für Psychologie und Grenzwissenschaften (Berlin, Göttingen & Heidelberg: Springer), ISSN 0033-3026, Jg. 33 (1969), S. 9–20.
- Reflections on the Connection between General and Differential Psychology, in: Archiv für Psychologie (hg. Deutsche Gesellschaft für Psychologie, Bouvier Verlag Bonn), ISSN 0066-6475, Jg. 124 (1972) Heft 2–3, S. 145–157.
- Probabilistic Unfolding, in: Psychometrika (hg. Psychometric Society (USA), Springer Verlag), ISSN 0033-3123, Jg. 38 (1973), S. 235–248.
- A New Confirmation of the Logistic Function, in: Zeitschrift für Experimentelle und Angewandte Psychologie (s. o,), ISSN 0044-2712, Jg. 20 (1973) Heft 3, S. 489–497.
- Statistical Foundation for a Fully Automated Examiner, in: Zeitschrift für Entwicklungspsychologie und Pädagogische Psychologie (Fachgruppen Entwicklungspsychologie und Pädagogische Psychologie der Deutschen Gesellschaft für Psychologie, Verlag Hogrefe), ISSN 0049-8637, Jg. 6 (1974) Heft 1, S. 28–38.
- The Effectiveness of a Sequential Testing System: Reply to Fricke, Rupprecht, and Schott, in: Zeitschrift für Entwicklungspsychologie und Pädagogische Psychologie (s. o.), Jg. 7 (1975) Heft 4, S. 275ff.
- Die Entdeckung allgemeiner psychologischer Gesetze bei variablen Organismusbedingungen, in: Erich Witte (Hg.): Beiträge zur Sozialpsychologie. Festschrift für Peter R. Hofstätter, Beltz Verlag, Weinheim, Basel etc. 1980, ISBN 3-407-58076-2, S.
- Notwendigkeit und Möglichkeit einer neuen Methodenlehre der Psychologie, in: Zeitschrift für Experimentelle und Angewandte Psychologie (s. o), ISSN 0044-2712, Jg. 32 (1985) Heft 2, S. 320–339.
- Der Abschied von Homme Moyen alias Average Person, in: Winfried Hacker und Mike Rinck (Hg.): Zukunft Gestalten. Bericht über den 41. Kongreß der Deutschen Gesellschaft für Psychologie in Dresden 1998, Pabst Science Publishers, Lengerich (Westfalen) 1999, ISBN 978-3-933151-90-2, S. 519–526.